# Владперпункт
Владперпу́нкт (Владивосто́кский пересы́льный пу́нкт Дальстро́я) — лагерное подразделение, действовавшее в структуре Севвостлага ГУ СДС «Дальстрой» ОГПУ — НКВД СССР.
Дальстрой являлся советским трестом, созданным для разработки месторождений полезных ископаемых, прежде всего, золотых россыпей Колымы. Ежегодно тресту требовались десятки тысяч новых заключённых. Их со всей страны привозили во Владивосток, где был специально организован т. н. Владивостокский пересыльный лагерный пункт — Транзитная командировка Владивостокского отдельного лагерного пункта (ОЛП) Севвостлага. Здесь из них формировали этапы и отправляли далее по лагерям.

## Споры о времени и месте

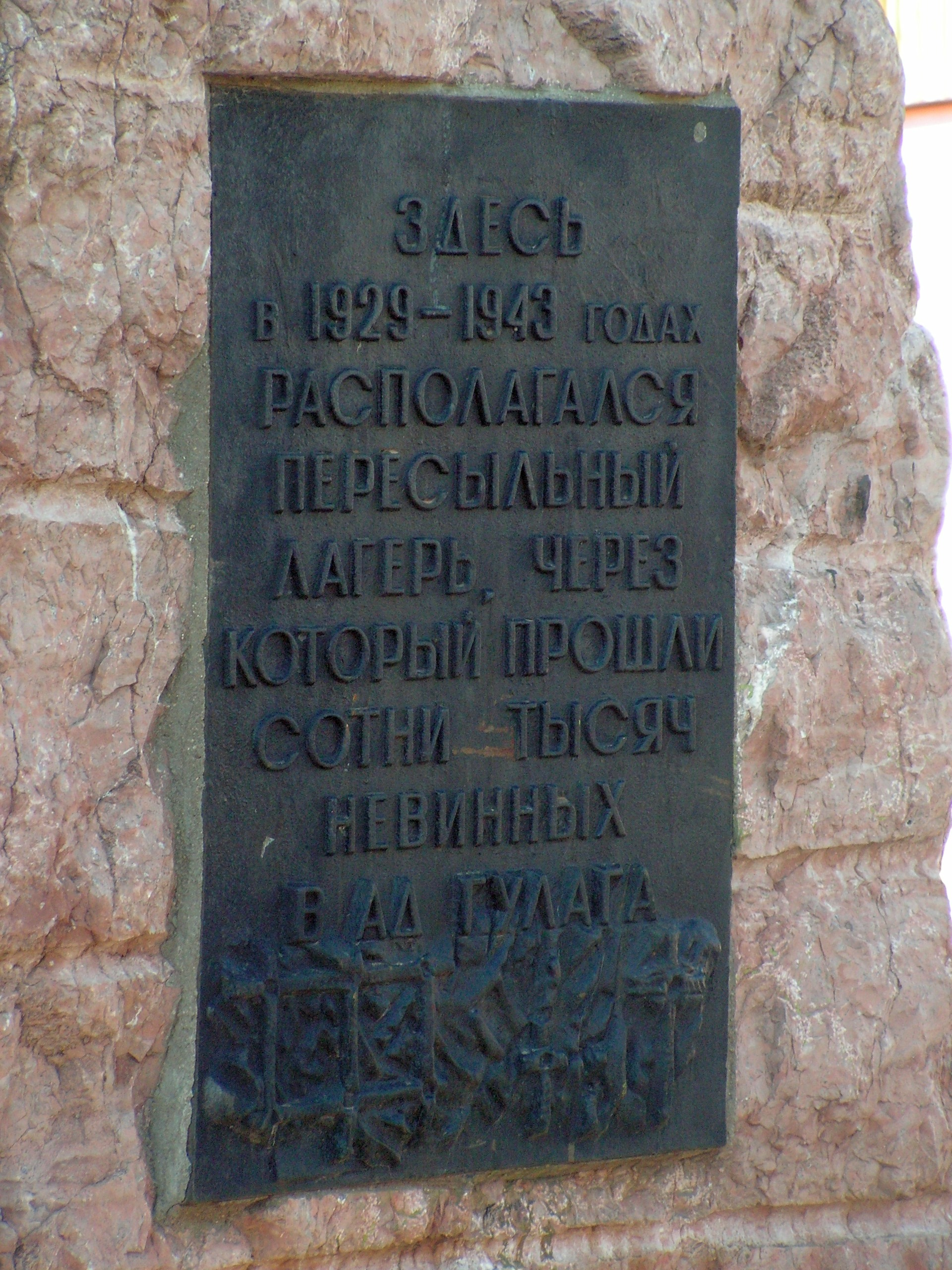
На самом деле мемориальный камень ошибочно установили не на месте пересыльного пункта, а на месте Владлага, — вблизи станции Вторая Речка

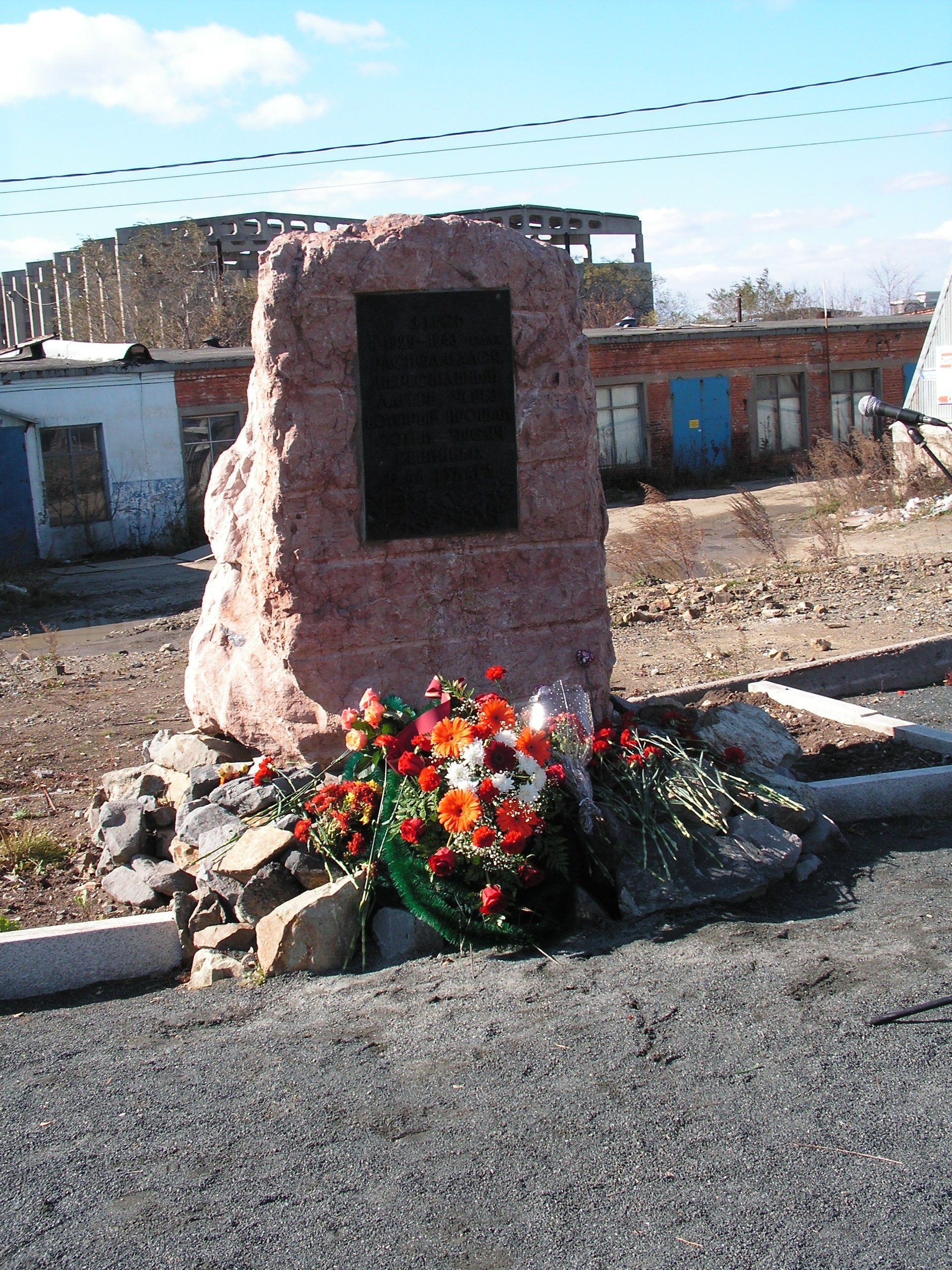
Мемориал жертвам сталинских репрессий, установленный на улице Шуйской во Владивостоке

Владперпункт был секретным. По мнению историка Валерия Маркова, секретность связана с тем, что именно через него «отправляли на Колыму не только цвет интеллигенции, но и сотни деятелей Коминтерна и других активистов международного коммунистического движения». Секретность породила ряд проблем, в том числе с установлением временных рамок и даже собственно места расположения лагеря.
В справочнике «Система исправительно-трудовых лагерей в СССР» утверждается, что лагерь был открыт не позднее 1 января 1940 года, а ликвидирован в 1941 году. Однако в мемуарной литературе временны́е рамки более широкие — от 1931 до 1949 года.
Широко распространено мнение, что лагерь находился в районе станции Вторая Речка, в том числе такие утверждения содержатся в мемуарной литературе. Однако фактически в конце 1930-х — начале 1940-х годов лагерь находился в районе Шестой Километр (Моргородок). Заключённых сгружали на станции Вторая Речка (отсюда появился этот стереотип), откуда пешком вели во Владперпункт.
В непосредственной близости от станции Вторая Речка находился другой лагерь ОЛП № 1 созданный в 1935 году — Владлаг, он же Владивостокский ИТЛ. Это был лагерь местного значения. Труд заключённых использовался на стройках и предприятиях Дальневосточного края и объектах Тихоокеанского флота. В частности, руками заключённых построено водохранилище на р. Седанке, многие военные объекты и ряд предприятий по обработке морепродуктов, среди которых рыбозаводы в бухте Каменка и Светлая.
Владивостокский пересыльный пункт на склоне сопки Сапёрной принял первых заключённых осенью 1931 года. Они ждали пароход на Колыму во временных палатках. В декабре состоялся пробный морской рейс на Колыму. Но лишь в январе, преодолев с помощью ледоколов трудный путь во льдах, первая партия заключённых прибыла в порт Нагаево. Из 200 этапированных заключённых в живых осталось только 60 человек. Но путь был открыт. Уже в апреле 1932 года приказом СТО (Совет труда и обороны СССР) был создан СВИТЛ НКВД СССР. После этого Владперпункт заработал в полную силу, но только в периоды навигации (весна-лето-осень).
Существует также версия, что в начале 1930-х годов Владперпункт располагался всё же на Второй Речке, а потом, с основанием Дальстроя, был перенесён на 6-й километр. Например, в книге Г. П. Винса упоминается, что в 1931 году пересыльный лагерь примыкал к высокому скалистому морскому берегу, — это вполне соответствовало бы Второй Речке, но не 6-му километру. В 1931 году Дальстроя ещё не было, а отца Винса из Владивостока отправили в рыболовецкий лагерь в бухте Светлой (север Приморского края).
Среди жителей Владивостока бытует мнение, что в настоящее время на месте пересыльного пункта по ул. Вострецова расположена Профессионально-техническая комиссия Тихоокеанского флота (Флотский экипаж, в/ч 15110), место сбора и распределения призывников.

## В официальных документах
Начальник пересыльного пункта Ф. Г. Соколов в 1935 году докладывал:

Владивостокский пересыльный пункт находится на 6-м километре от г. Владивостока. Основной его задачей является завоз оргсилы в Колымский край ДВК. Пересыльный пункт одновременно служит также перевалкой оргсилы, направляемой по отбытии срока заключения из Колымского края на материк. Для полного обслуживания возложенных на перпункт задач последний на своей территории имеет нижеследующие единицы: а) стационар санчасти на 100 коек в зимний период и до 350 в летний период, за счёт размещения в палатках. Кроме стационара имеется в палатке амбулатория пропускной способностью до 250 человек в сутки, а при стационаре … аптека, которая располагает достаточным количеством медикаментов и перевязочного материала за исключением остродефицитных лекарств; б) хлебопекарню с необходимыми складами, как для муки, так и для хлеба с производительностью, вполне покрывающей потребности лагеря; в) кухню..; г) склады для продуктов, вещевые, материальные; д) банно-прачечную с необходимыми кладовыми и парикмахерской при ней; е) клуб вместимостью 350—400 человек с библиотекой при нём, состоящей из 1200 томов; ж) конно-гужевой транспорт из 5—10 лошадей и другие. Кроме этого имеются подсобные производства, составляющие одно органически целое хозяйство, состоящее из портновской, сапожной и столярно-плотницкой мастерских…
— Государственный архив Магаданской области (ГАМО). Ф. р-23-сч, оп. 1, д. 3805, л. 66.
Директор «Дальстроя» Э. П. Берзин приказом по государственному тресту «Дальстрой» от 11.02.1937 г. № 30 устанавливал:

Пароход «Дальстрой» в бухте Нагаева, 1937 год. «Дальстрой» — один из нескольких пароходов, перевозивших этапы с заключёнными и грузы из Владивостока в Севвостлаг. Взорвался в порту Находка 24 июля 1946 года

…Для охраны Транзитной командировки Владивостокского ОЛП численность Охраны утвердить … в размере 3 % от числа содержащихся на ней заключённых.
— ГАМО. Ф. р-23сч, оп. 1, д. 24, л. 227.
В 1940 году Владперпункт был выделен в самостоятельное лагерное подразделение, подчиняющееся непосредственно «Дальстрою». В оперативном командовании оно подчинялось первоначально Главному управлению исправительно-трудовых лагерей Дальстрой.
Максимальное единовременное количество заключённых могло составлять более 18 500 человек.

## Современность
В 1950—1960-х годах место расположения Владперпункта было застроено жилыми домами. В результате образовался типичный «спальный» район. Сегодня здесь расположены улицы Днепровская, Ильичёва, Печорская, Вострецова.
На месте крепостного рва, где вместе с товарищами по несчастью в начале января 1939 года был погребён поэт Осип Мандельштам, устроен сквер.
Ни место пересыльного лагеря, ни братская могила не отмечены никакими памятными знаками.

## В литературе
По мнению известного советского поэта Евгения Евтушенко, существуют «три вершины „лагерной“ литературы — „Один день Ивана Денисовича“ А. Солженицына, „Крутой маршрут“ Е. Гинзбург и „Колымские рассказы“ В. Шаламова». Из трёх авторов, упомянутых Евтушенко, двое — Гинзбург и Шаламов — прошли через Владперпункт и отразили это в своих произведениях.

И еще шутили в связи с медицинскими осмотрами, которые мы проходили на транзитке.
— Дышите, — говорит врач, прикладывая ухо, и спрашивает: — Какая статья?
— Тюрзак… 10 лет…
— Не дышите…
Да, дышать было трудновато. С цинизмом, уже никого не удивлявшим, лагерная медицина «комиссовала» в строгом соответствии со статьями и пунктами. Тюрзакам полагался «тяжелый труд» — первая категория здоровья. И её ставили. Достаточно сказать, что за четыре часа до смерти «первую категорию здоровья» получила Таня Станковская.
Впервые мы столкнулись здесь с лагерной медициной и нам открылось новое в профессии врача. Во-первых, эта профессия может спасать её обладателя от гибели потому, что он почти всегда нужен как врач, даже если у него тюрзак. Во-вторых, врачу в лагере труднее, чем всем прочим смертным, сохранить душу живую, не продать за чечевичную похлебку совесть, жизнь тысяч товарищей. Его искушают ежеминутно и теплым закутком в «бараке обслуги», и кусочками мяса в баланде, и чистой телогреечкой «первого сорта». Мы еще не знали, кто из наших товарищей-врачей устоит против соблазнов, кто выстоит (это стало видно уже на Колыме). Но все сразу заметили, что, став членом медицинской комиссии и прикрыв ярославскую формочку белым халатом, а бритую голову косынкой с красным крестом, Аня Понизовская из суздальской тюрьмы сразу перестала горбиться, а в голосе её зазвучали металлические нотки, пока еще, впрочем, довольно мелодичные.
Транзитка представляла собой огромный, огороженный колючей проволокой, загаженный двор, пропитанный запахами аммиака и хлорной извести (её без конца лили в уборные). Я уже упоминала об особом племени клопов, населявших колоссальный сквозной деревянный барак с тремя ярусами нар, в который нас поместили. Впервые в жизни я видела, как эти насекомые, подобно муравьям, действовали коллективно и почти сознательно. Вопреки своей обычной медлительности, они бойко передвигались мощными отрядами, отъевшиеся на крови предыдущих этапов, наглые и деловитые. На нарах невозможно было не только спать, но и сидеть. И вот уже с первой ночи началось великое переселение под открытое небо. Счастливчикам удавалось где-то раздобыть доски, куски сломанных клеток, какие-то рогожи. Те, кто не сумел так быстро ориентироваться в обстановке, подстилали на сухую дальневосточную землю все тот же верный ярославский бушлат.

Мемуары, в которых упоминается Владперпункт (рядом с названием книги указан год, в котором автор побывал в этом лагере)
- Винс Г. П. Тропою верности 1931 год
- Сандлер А. С., Этлис М. М. Современники ГУЛАГа : Книга воспоминаний и размышлений 1936 год
- Кусургашев Г. Д. Призраки колымского золота 1937 год
- Исаев И. С. О Колыме, товарищах, судьбе 1937 год
- Буш Е. Г. «Извини, зря сидел…» 1938 год
- Миндлин М. Б. Анфас и профиль: 58 — 10 1938 год
- Галицкий П. К. Почти сто лет жизни… 1938 год
- Олицкая Е. Л. Мои воспоминания 1938 год
- Шаламов В. Т. Шерри-бренди 1938 год
- Файнют М. Послесловие к «Крутому маршруту» Е. Гинзбург 1938—1939 годы
- Горбатов А. В. Годы и войны 1939 год
- Багиров Э. Горькие дни на Колыме 1939 год
- Гинзбург Е. С. Крутой маршрут 1939 год
- Эфрусси Я. И. Кто на «Э»? 1939 или 1940 год
- Шифрин З. Ш. Как это было… 1940 год
- Соболев Н. П. Держись, Коля 1943 год
- Янковский В. Ю. Долгое возвращение 1947 год
- Туманов В. И. Все потерять — и вновь начать с мечты… 1949 год

## Известные заключённые
- Гинзбург, Евгения Соломоновна
- Горбатов, Александр Васильевич
- Домбровский, Юрий Осипович
- Жжёнов, Георгий Степанович
- Королёв, Сергей Павлович
- Мандельштам, Осип Эмильевич — умер в лагере в 1938 году
- Нарбут, Владимир Иванович
- Шаламов, Варлам Тихонович